# لكزس إل إكس
لكزس إل إكس (بالإنجليزية: Lexus LX)‏ هي مركبة رباعية الدفع كبيرة الحجم فارهة تنتجها شركة لكزس منذ عام 1996م.
صنعت 4 أجيال حتى الآن من طراز إل إكس تعتمد على تويوتا لاند كروزر كأساس لها.
اطلق الجيل الأول إل إكس 450 عام 1996م كأول انطلاقة للكزس في سوق الـ SUV، ثم لحقها الجيل الثاني إل إكس 470 عام 1998م والذي انتج حتى عام 2007م. ثم عرض الجيل الثالث إل إكس 570 في معرض نيويورك الدولي للسيارات في إبريل عام 2007م، كجيل جديد كلياً لسنة 2008.
زود الجيل الأول إل إكس 450 بمحرك من 6 اسطوانات متتالية سعته 4500 سم ويتسع لـ 7 ركاب، أما الجيلان الثاني والثالث والرابع،(إل إكس 470، إل إكس 570) فزودوا بمحرك (V8) وسعتهما 8 ركاب.
تعتبر إل إكس هي أكبر وأغلى سيارة مهمات لشركة لكزس وتُرتب أعلى من طرازي آر إكس وجي إكس.

## الجيل الأول (J80؛ 1995)

### 1995–1997
طورت LX 450 بسرعة في منتصف عقد التسعينيات نتيجة للتهديد بالعقوبات التجارية الأمريكية على السيارات اليابانية الفاخرة، وبدأ الإنتاج في نوفمبر 1995[بحاجة لمصدر] وطرح في أسواق الولايات المتحدة في يناير 1996 كطراز عام 1996؛ وحصلت كندا على LX من عام 1997. كانت LX 450 هي أول سيارة SUV لكزس وكانت تعتمد بالكامل تقريبًا على الجيل السادس من تويوتا لاند كروزر (J80). تكمن الاختلافات في تصميم داخلي أكثر فخامة مع إعدادات تعليق أكثر ليونة. خرجت أول سيارة LX 450 من خط الإنتاج في ديسمبر 1995.
كانت LX 450 مدعومة بمحرك 4.5 لتر، مزدوج الكامة، رباعي الصمامات بستة صمامات ينتج 160 كيلوواط (215 حصان) وعزم دوران 373 نيوتن متر (275 رطل قدم). كان كل من المحاور الأمامية والخلفية صلبة. خارجيًا، كان LX 450 مطابقًا لسلسلة لاند كروزرJ80، باستثناء الشبكة، وتكسية الهيكل الجانبي، والعجلات. توفر لوحات الجري الجانبية وصولاً صعودًا. تحتوي السيارة على عازل إضافي لامتصاص الصوت. تضمنت وسائل الراحة مقاعد جلدية ومقاعد لسبعة ركاب في ثلاثة صفوف، يمكن الوصول إلى الصف الثالث عن طريق إمالة مقاعد الصف الثاني للأمام. يمكن طي الصف الثالث إلى الجانب والصف الثاني مطويًا لأسفل لتوفير مساحة أكبر. كانت السيارة مجهزة مسبقًا بنظام الهاتف البعيد لكزس، وكان بها نظام مفتاح دخول عن بعد. تتألف الخيارات الثلاثة من مبدل أقراص مضغوطة بستة أسطوانات مثبتة على وحدة التحكم، وتفاضل قفل أمامي وخلفي إلكتروني، وفتحة سقف كهربائية. في وقت ظهورها الأول للمبيعات في أوائل عام 1996، تم إدراج LX 450 في الولايات المتحدة بسعر أساسي مقترح قدره 47995 دولارًا أمريكيًا، ما يقرب من 7000 دولارًا أمريكيًا علاوة على لاند كروزر، بسعر أساسي 40678 دولارًا أمريكيًا في عام 1996.

استهدفت LX 450 منافسي سيارات الدفع الرباعي الفاخرة مثل رينج روفر، حيث باعت أكثر من 5000 وحدة في عام 1996 وأكثر من 9000 وحدة في عام 1997. عند إطلاقها، باعت تخصيص الإنتاج الأولي، مما أدى إلى قائمة انتظار لمدة شهرين، متجاوزة التوقعات الأولية التي كان قد دعا إلى 4000 وحدة في ذلك العام. تم طرحها في السوق حيث أظهر المشترون الأمريكيون اهتمامًا أكبر بسيارات الدفع الرباعي الكبيرة، والتي نمت شعبيتها بسبب موقعها المتميز للسائق والخصائص الشبيهة بالشاحنات. كشفت أبحاث عملاء لكزس أن واحدًا من كل ستة مالكين كان يشتري سيارات الدفع الرباعي الكبيرة لإضافتها إلى مرآبهم. كان العامل الإضافي هو الحرب التجارية بين الولايات المتحدة واليابان في منتصف عقد التسعينيات. هددت حكومة الولايات المتحدة بفرض رسوم جمركية بنسبة 100 في المائة على جميع السيارات اليابانية الفاخرة المستوردة، ولكن لا تشمل سيارات الدفع الرباعي. تم إنتاج LX 450 كنموذج جديد (على عكس جهود لكزس الأخرى التي طورت بشكل مستقل أو بشكل متباين من سيارات تويوتا)، مما أعطى نموذجًا معفى من التسعيرة الجمركية. في النهاية توصل إلى اتفاق السادة ولم تتحقق التسعيرات الجمركية المهددة.
حلت سيارة LX 450 محل لاند كروزر في السوق الكندية ابتداءً من عام 1996، مما قلل من المنافسة الداخلية (واجهت سيارات الدفع الرباعي الكبيرة باهظة الثمن كالمعتاد تسويق صعب في كندا) وتجنب مسألة بيع طراز تم إعادة إصداره (باستثناء GM وفورد وكرايسلر، النماذج في كندا لم تحقق النجاح). بالنسبة لسيارة تبلغ 5000 رطل (2300 كجم)، اعتبر بعض النقاد أن LX 450 ضعيفة القوة، مما أدى إلى تقصير دورة نموذجها (على الرغم من زيادة المبيعات) واستبدالها ب V8.
كانت LX 450 هي السيارة الرياضية متعددة الاستخدامات كبيرة الحجم الأعلى تصنيفًا في استبيان الجودة الأولي لشركة جي دي باور وشركاه، مع أقل عدد من المشكلات خلال الأشهر الثلاثة الأولى من الملكية.

## الجيل الثاني (J100؛ 1998)

### 1998–2002
بدأ العمل على طراز لكزس من تويوتا لاند كروزر (J100) LX (J100) في منتصف التسعينيات. تمت الموافقة على التصميم النهائي من قبل هيرويا كيتازومي في عام 1995، مع التحديثات التي تمت الموافقة عليها بواسطة هيرويا كيتازومي في عامي 2001 و2004. تم إجراء الاختبار من منتصف التسعينيات حتى أواخر عام 1997.ظهر الجيل الثاني LX 470 لأول مرة في معرض لوس أنجلوس للسيارات، في ديسمبر 1997، وان من المقدر بداية بيعه في الربع الثاني من عام 1998. وقد شارك في الجزء الباطني للسيارة ومعظم ألواح الهيكل مع تعادل لاند كروزر، وتختلف في مظهرها الأمامي وكانت أكثر فخامة من الداخل. تضمنت الاختلافات في التصميم الخارجي واجهة أمامية رباعية المصابيح الأمامية مع شبكة أكبر وعجلات مختلفة. كان مدعومًا بمحرك V8 بسعة 4.7 لترًا معتمدًا من LEV، والذي أنتج في البداية 172 كيلو واط (230 حصان)، ثم تمت ترقيته لاحقًا إلى 175 كيلو واط (235 حصان)، ثم 200 كيلو واط (268 حصان). كانت قيمة عزم الدوران النهائية 445 نيوتن متر (328 رطل قدم). تم تصنيفها لسحب 2900 كجم (6500 رطل) مع تثبيت حزمة السحب.
اكتسبت جبهة السارة تعليقًا مستقلاً، وتم التغاضي عن الفروق الأمامية والخلفية ذات القفل الإلكتروني الاختياري - على الرغم من أن ترس القفل الخلفي كان لا يزال متاحًا في كندا في 1998-1999. تضمن التعليق تعليقًا هيدروليكيًا للتحكم في الارتفاع قابل للتعديل (AHC) ونظام تعليق متغير متكيف (AVS). يمكن لـ AHC رفع السيارة للقيادة على الطرق الوعرة والعودة إلى ارتفاع القيادة الطبيعي مما يقلل من مركز الجاذبية ومقاومة الرياح. يسمح أقل إعداد لوقت إيقاف السيارة بالدخول والخروج والتحميل بسهولة. يغير نظام AVS صلابة ممتص الصدمات في أقل من 2.5 مللي ثانية في كل عجلة، ويختار بشكل فردي من بين مجموعة من 64 إعدادًا اعتمادًا على ظروف الطريق ومدخلات السائق مثل نشاط عجلة القيادة والفرملة والتسارع. استخدم نظام AVS مفتاحًا لتفضيلات السائق بما في ذلك أوضاع «عادي» و«مريح» و«رياضي». كان استريو ناكاميشي المزود بمغير أقراص مضغوطة بستة أقراص مدمجًا اختياريًا من عام 1998، وأصبح قياسيًا في عام 2000. تم تقديم نظام ملاحة قائم على DVD بدءًا من عام 2001 مع نظام الصوت القياسي الجديد مارك وليفينسون. سيصبح نظام الملاحة قياسيًا اعتبارًا من عام 2002. تم تقديم مرايا جانبية قابلة للطي كهربائياً، وجهاز استشعار الضباب الدخاني لنظام HVAC. بالنسبة لطرازات 2000، تم وضع نظام التحكم في ثبات السيارة ومساعدة الفرامل بشكل قياسي، إلى جانب A-TRAC الجديد من تويوتا (نظام التحكم في الجر النشط).

### 2002-2005
خلال عام 2002 بالنسبة لتصميم عام 2003، أدخلت لكزس تعديلات طفيفة على الخارج، ناقل حركة بخمس سرعات بما في ذلك عجلات قياسية أكبر بقياس 18 بوصة، ومصد أمامي جديد، وما إلى ذلك. تم إصلاح الجزء الداخلي بشكل كبير، واعتماد التحديثات المقابلة لـ المقصورة الداخلية لسيارة لاند كروزر، ومع تقنية البلوتوث وكاميرا احتياطية متوفرة الآن. في الولايات المتحدة، كان كلاهما اختياريًا مع الكاميرا المقترنة بنظام الملاحة، بسبب الشاشة المشتركة. زادت لكزس قوتها من 172 كيلو واط (230 حصان) إلى 175 كيلو واط (235 حصان). يفي المحرك المحدث الآن بمعايير الانبعاثات كارب ULEV-II. أضافت لكزس وسائد هوائية جانبية لجذع الصف الأمامي وأكياس هوائية ستارة جانبية، وتوزيع إلكتروني لقوة الفرامل ومساحات للزجاج الأمامي حساسة للمطر بشكل قياسي. تم اختيار نظام الصوت المتميز مارك ليفنسون المكون من 11 مكبر صوت ونظام ترفيه DVD للمقاعد الخلفية (RSES). تضمنت الميزات الجديدة الأخرى لزس لينك، وهي خدمة طوارئ مشابهة لخدمة Onstar التابعة لجنرال موتورز، في أمريكا الشمالية.
تم تقديم نظام أمان الكاميرا بالأشعة تحت الحمراء للرؤية الليلية كخيار في عام 2002، وهو أول نظام رؤية ليلية نشط للسيارات في العالم، حيث يعرض المعلومات على الزجاج الأمامي باستخدام شاشة عرض على الزجاج الأمامي؛ يمكن للسائق تغيير السطوع باستخدام مقبض باهتة. تم تزويد LX 470 2003 بنظام توجيه متغير لنسبة التروس (VGRS)، حيث تختلف نسب التوجيه من 12.4 إلى 1 إلى 18.0 إلى 1 (تم تثبيتها سابقًا عند 19.8 إلى 1)، مما يسمح للسائق بتطبيق مدخلات توجيه أقل للمناورة في الأماكن الضيقة مثل مواقف السيارات. من خلال تغيير النسبة على الطريق السريع، فإن التعديلات الطفيفة التي يقوم بها السائق لن تؤدي إلى حركة مفرطة للمركبة.

### 2005-2007
في عام 2005 بالنسبة لعام 2006، تم تجديد المعلومات من خلال مصابيح LED الخلفية، مما أضاف VVT-i إلى المحرك وزيادة قوته إلى 205 كيلوواط (275 حصان). خلال عام 2006، بالنسبة لعام الطراز الأخير، 2007، أنتجت لكزس 400 «إصدار محدود» من طراز LX 470s مع طلاء Black Onyx، وتصميم داخلي من الجلد الحجري، وألواح مخصصة للشارات والخدوش.
تم تقديم العديد من الجوائز لسلسلة J100:
- تم تسمية LX 470 من قبل شركة جي دي باور وشركاه كأفضل سيارة دفع رباعي فاخرة في الجودة الأولية في أعوام 2000 و2002 و2004.
- منحت كيلي بلو بوكجائزة LX 470 لأفضل قيمة في أعوام 1998 و1999 و2000.
- في 2000 إدموندس.كوم مقارنة مع أربع سيارات دفع رباعي فاخرة أخرى، احتلت LX 470 المركز الأول.
- في مقارنة 2003 Edmunds.com، كان نظام الصوت Mark Levinson ونظام الملاحة في LX 470 هو الأعلى تصنيفًا في فئاتهم الخاصة.
- في عام 2005، صنفت شركة جي دي باور LX 470 أكثر سيارات الدفع الرباعي الفاخرة موثوقية خلال فترة ثلاث سنوات في دراسة اعتمادية السيارة.

### معرض
- 2005-2007 تويوتا لاند كروزر سيجنوس (اليابان)
- 1998-2002 لكزس LX 470 من الداخل.

## الجيل الثالث (J200؛ 2007)

### 2007–2010
ظهرت لكزس لأول مرة موديل 2008 LX 570 في معرض نيويورك الدولي للسيارات، في 4 أبريل 2007. لقد كانت إعادة تصميم كاملة، وكانت النسخة الأولى التي ظهرت لأول مرة قبل نظيرتها لاند كروزر المتوقعة. تمت الموافقة على تصميم شينيتشي هيراناكا في عام 2004، والذي قام أيضًا بتحديث التصميم المعتمد في عام 2010 لديه محرك جديد معتمد من UL EV-II سعة 5.7 لتر 3UR-FE V8. يبلغ خرج الطاقة 286 كيلوواط (383 حصانًا) مع عزم دوران يبلغ 546 نيوتن متر (403 أرطال قدم). يساعد المحرك الأكثر قوة على زيادة قدرة القطر حتى 3900 كجم (8500 رطل). يرتبط المحرك بناقل حركة أوتوماتيكي من ست سرعات متسلسل مع نظام دفع رباعي جديد بالكامل يستخدم ترس تورسين مركزي. بدأ التطوير في كل من لاند كروزر (J200) ومكافئ لكزس LX في عام 2002. تمت الموافقة على التصميم النهائي في عام 2004، مع إجراء الاختبار في أوائل عام 2007 على نماذج التطوير الأولية وأواخر عام 2007 على نماذج ما قبل الإنتاج. تم تقديم براءة الاختراع النهائية للتصميم لسلسلة J200 لكزس LX في 27 مارس 2007.
يبلغ الطول الإجمالي لطراز LX 570 102 مم (4 بوصات) وعرضه بمقدار 25 مم (1 بوصة)، مع الاحتفاظ بنفس قاعدة العجلات. يفقد الكسوة البلاستيكية السفلية للجسم مما يترك الطلاء مكشوفًا. يتكون ثلث كتلة جسم الإطار من الفولاذ عالي الشد، جنبًا إلى جنب مع العمود B بأكمله، وجميع العارضات الثلاثة من الصلب المشكل هيدروليكيًا. مثل تويوتا تندرا، تم دمج وصلة الجر في الهيكل. يستخدم التعليق الأمامي الآن عظام ترقوة مزدوجة، لتحل محل عارضة الالتواء، والتي توفر 230 مم (9 بوصات) من حركة التعليق، بينما يستمر الجزء الخلفي في استخدام نظام تعليق متعدد الوصلات بمحور خلفي صلب من أجل القوة والمتانة. وقد سجلت منصة LX 240 ألف كيلومتر اختبار عبر الغابات شبه الاستوائية والمناطق النائية الأسترالية والصحاري الأمريكية.
يأتي LX 570 قياسيًا بعجلات 20 بوصة، ونظام تعليق هيدروليكي كهربائي رباعي العجلات مع نظام AHC المحدث بستة إعدادات يمكنه رفع السيارة بمقدار 76 مم (3 بوصات) أو خفضها بمقدار 51 مم (2 بوصة) من ارتفاع الركوب العادي باستخدام مقبض في الكونسول الوسطي. معدلات نوابض الأكياس الهوائية للتعليق الأمامي متغيرة، ولكنها لا تشبه باستمرار ترتيب التعليق النشط بالكامل. يوفر AVS تعديلات فورية أكثر للثبات المخمد التي يتم ربطها قطريًا من خلال نظام ميكانيكي باستخدام سائل هيدروليكي، على غرار نظام X-REAS الخاص بـ 4Runner.
تشمل ميزات الأداء الأخرى نظام التحكم في الزحف (إصدار أكثر تقدمًا من نظام التحكم في الإنحدار) الذي يتغلب على عوائق الطرق الوعرة في كل من الأمام والخلف بسرعات منخفضة من خلال توفير مدخلات الخانق والفرامل تلقائيًا للسائقين على الطرق الوعرة الأقل خبرة: يسمح ذراع داخلي السائق لتقليل السرعة. يوفر نظام المكابح المانعة للانغلاق متعدد التضاريس مسافات توقف أقصر على الأسطح مثل الرمل أو الحصى. يمنع نظام المساعدة في بدء التشغيل على المرتفعات (HAC) التدحرج للخلف على التلال أو الأسطح الزلقة.
تشتمل المقصورة الداخلية على وسائل الراحة، القياسية والاختيارية، التي ظهرت في LS 460 لعام 2007، مثل المقاعد الجلدية شبه الأنيلين، والتحكم في المناخ رباعي المناطق، ونظام استريو الصوت المحيطي بسعة 450 وات مارك ليفينسون بسعة 19 مكبرًا مع تخزين ذاكرة القرص الصلب، نظام ملاحة يعتمد على محرك الأقراص الصلبة، وراديو XM عبر الأقمار الصناعية مع نافترافيك كمعيار، وباب خلفي كهربائي / باب خلفي من قطعتين، ونظام Lexus Intuitive Park Assist، ونظام سونار للمساعدة في ركن السيارة. تشمل الميزات الأخرى تقليم خشب Bubinga (شكل من خشب الورد الأفريقي يستخدم أيضًا في الطائرات الخاصة والأدوات عالية الجودة)، ومبرد الكونسول الوسطي لتخزين المشروبات الباردة، والمقاعد الخلفية المنزلقة كهربائياً، ومقاعد الصف الثالث الكهربائية، و 229 ملم (9) in) DVD نظام ترفيه المقاعد الخلفية.
كما أن لديها نظام ملاحة محدث من الجيل الخامس يعتمد على محرك الأقراص الثابتة من لكزس مع شاشة VGA عالية الدقة مقاس 8 بوصات. سمارت أكسس بدون مفتاح من لكزس مع مفتاح «البطاقة الذكية» فائق النحافة قياسيًا مع 10 وسائد هوائية بما في ذلك وسائد هوائية للركبة للسائق والراكب الأمامي وسائد هوائية جانبية للصف الثاني، ونظام الإضاءة الأمامية التكيفي (AFS) قياسي، في حين أن Pre -نظام التصادم (PCS) وأنظمة التحكم في السرعة بالرادار الديناميكي هي خيارات. تظهر مساند الرأس الأمامية النشطة لأول مرة ميزة الأمان من لكزس هذه لأول مرة في سيارات الدفع الرباعي في الولايات المتحدة.يستخدم نظام المراقبة الأمامية والجانبية الجديدة ذات الرؤية الواسعة كاميرا مثبتة على الشبكة لتوفير رؤية 180 درجة في الأمام وكاميرا مثبتة على الراكب يساعد جانب المرآة الجانبية في القضاء على النقاط العمياء عند السرعات المنخفضة المفيدة في مواقف السيارات أو مغامرات الطرق الوعرة. تم إيقاف Night View.
في عام 2009، حصلت LX 570 على أعلى درجة من JD Power في دراسة الجودة الأولية.

### 2010–2012
في عام 2010 بالنسبة لعام 2011، قدمت لكزس عملية تعديبل معتدلة مع مصد أمامي جديد، وللطرز الرياضية مجموعة أدوات مثبتة على المصدات الأمامية والخلفية. أعطى المصد الأمامي الجديد تأثير شبكة «المغزل» الجديدة في لكزس دون إعادة تصميم أي من مكونات الهيكل الرئيسية. كانت هذه هي السنة الأولى التي يتوفر فيها خيار عجلة القيادة الساخنة.

### 2012–2015
وصل تحسينات أكثر جوهرية في عام 2012 لطراز عام 2013، وتميزت بشبكة جديدة ومصدات ومصابيح أمامية وعدسات المصابيح خلفية وتغييرات متنوعة في الزخرفة مثل تصميمات العجلات الجديدة.

### 2015 إلى الوقت الحاضر
تم الكشف عن عملية تجميل أخرى في أغسطس 2015 في بيبل بيتش كونكور ديليغانس بالولايات المتحدة. أحدث التحديث تغييرات كبيرة مع التصميم الداخلي الجديد كليًا، واللوحات الخارجية الوحيدة التي تم ترحيلها كانت الأبواب والسقف.

## مراجع

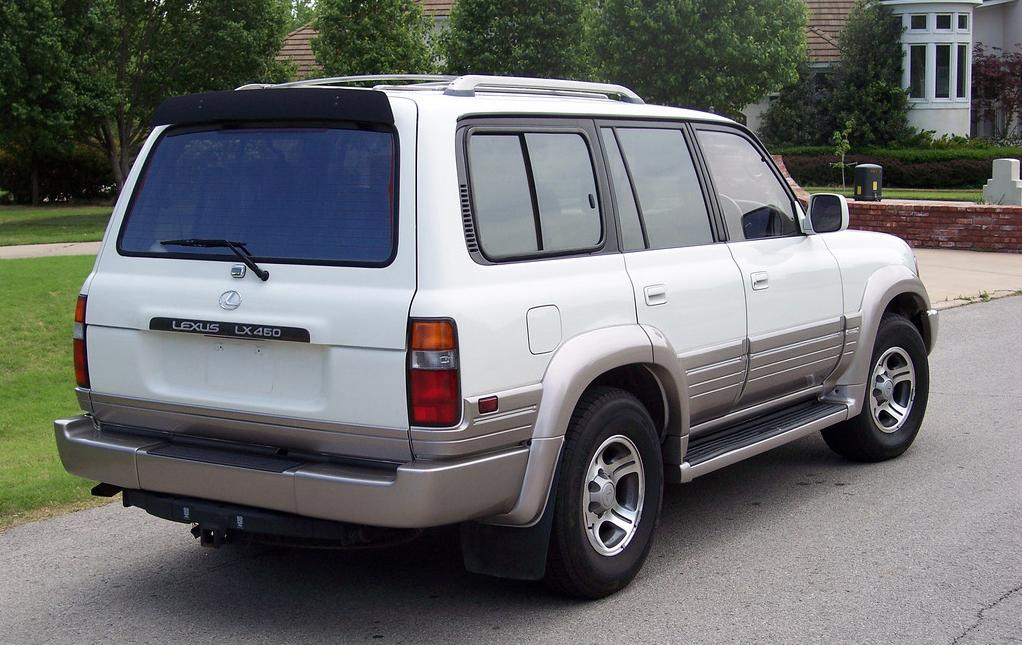
ليزكس إل إكس 450.

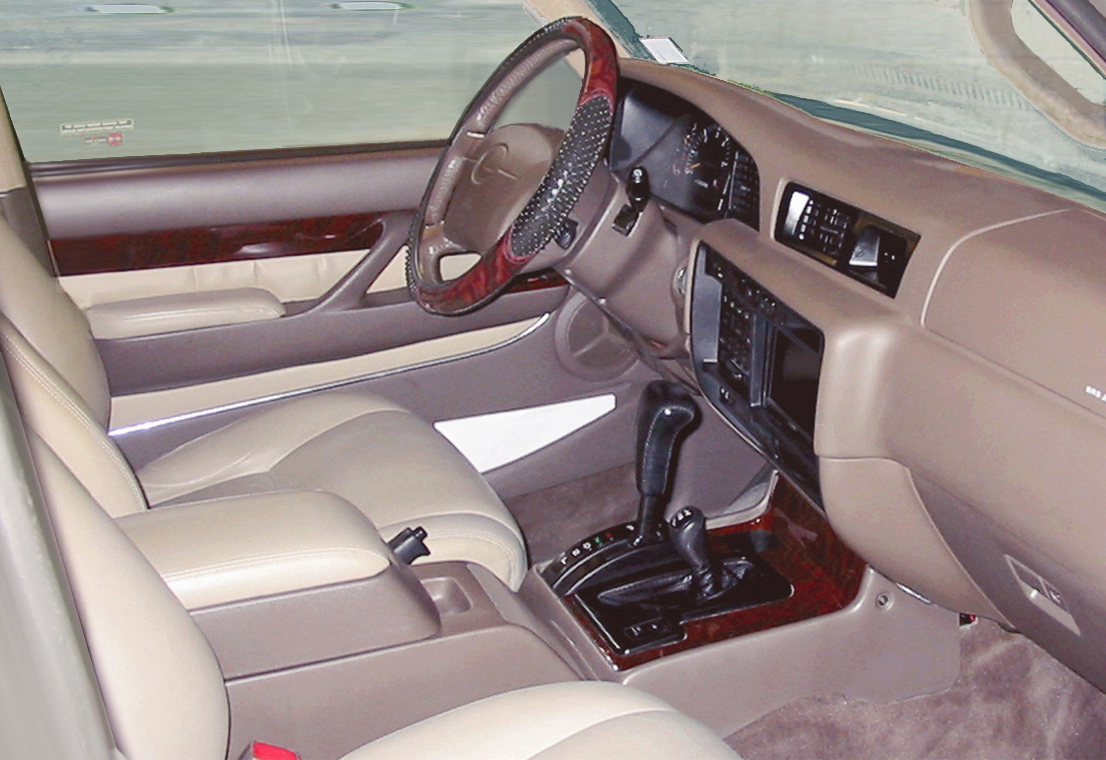
من الداخل.

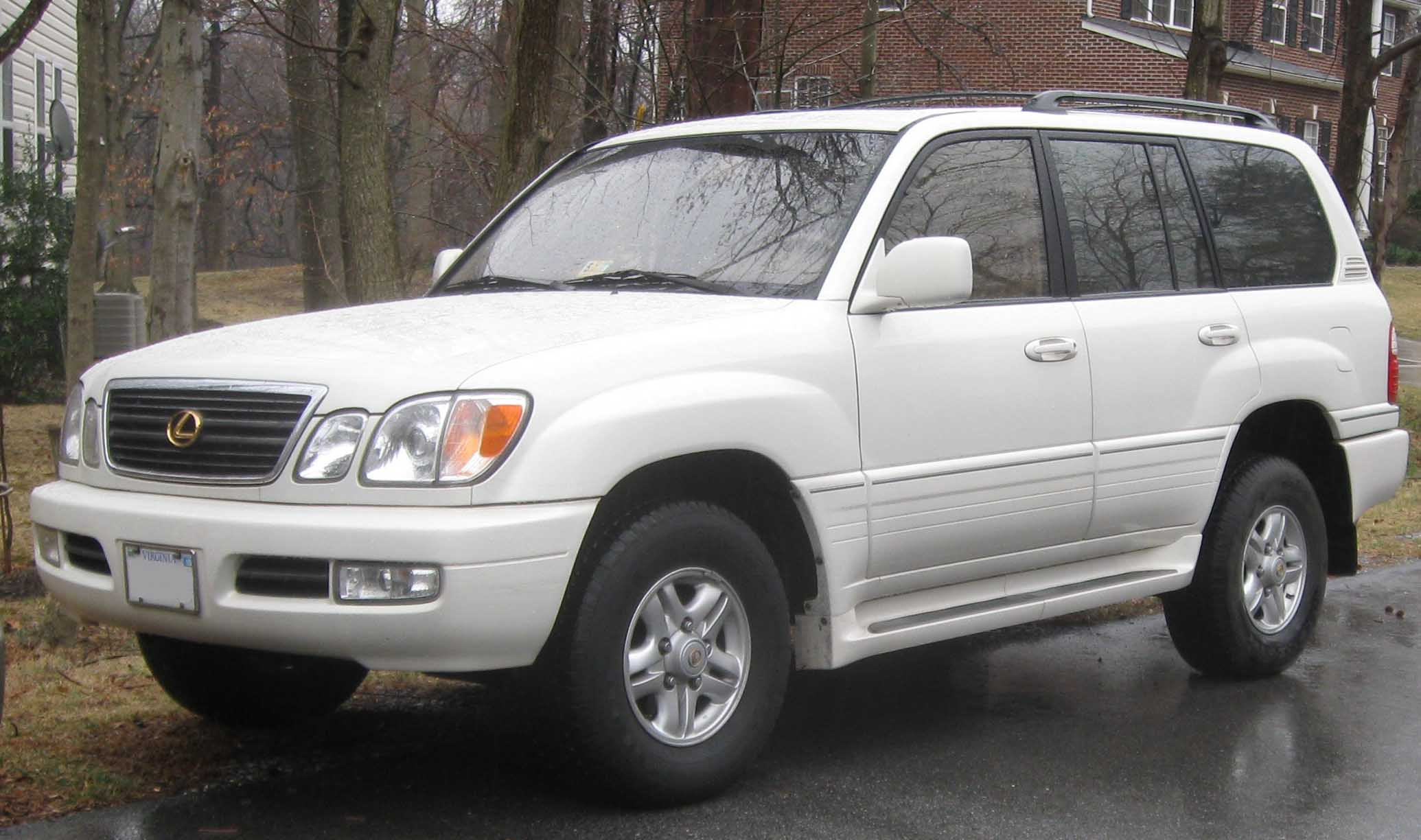
1998–2002 Lexus LX 470

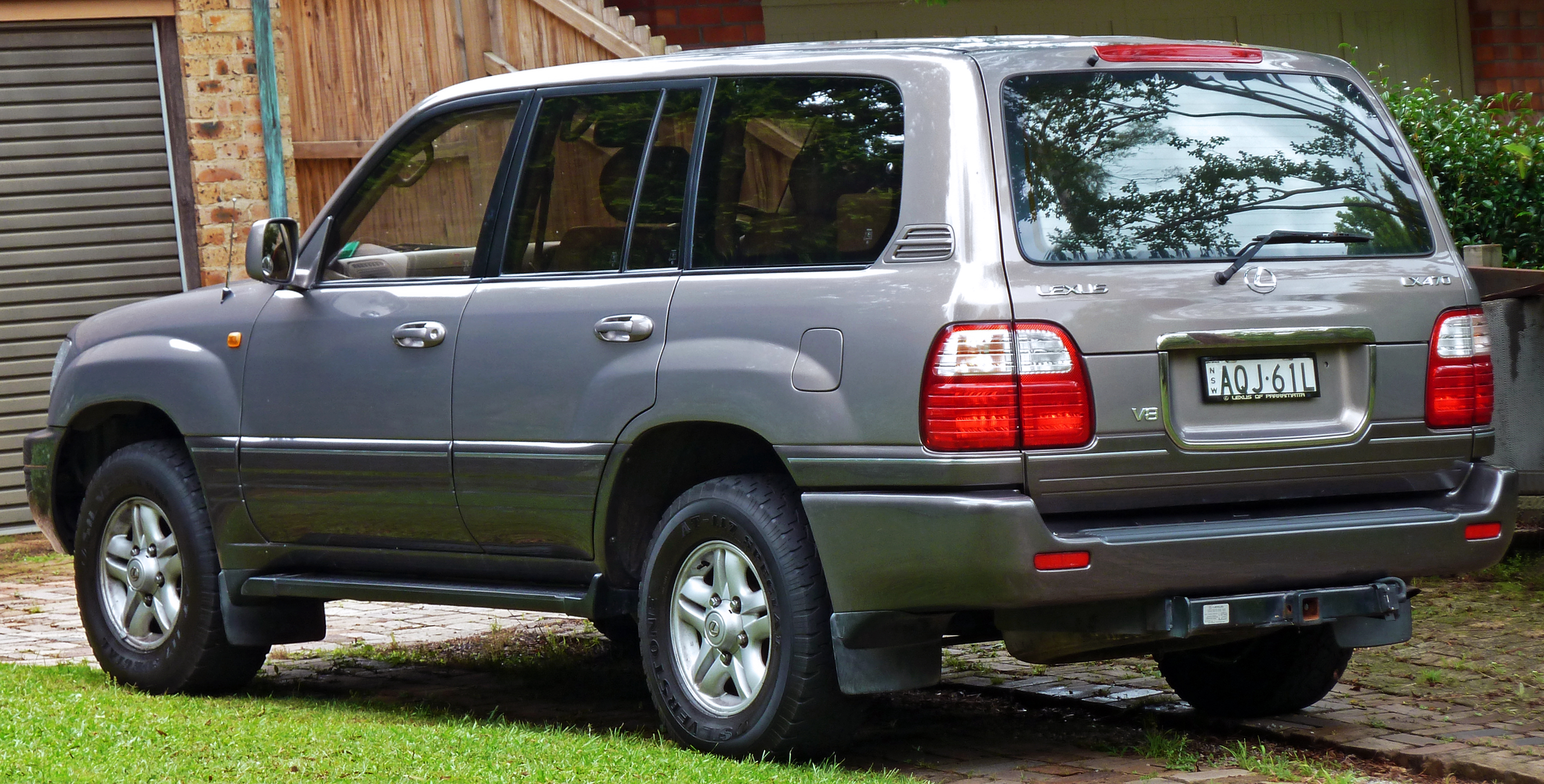
1998–2002 Lexus LX 470

### معرض
- قبل شد الوجه لكزس LX 570
- قبل شد الوجه لكزس LX 570
- من الداخل.
- ما بعد عملية شد الوجه LX 570
- ما بعد عملية شد الوجه LX 570

| الموديل             | المحرك                         | القدرة بالحصان                  | عزم الدوران الأقصي                        | المكان | السنه       |
| ------------------- | ------------------------------ | ------------------------------- | ----------------------------------------- | --- | ----------- |
| LX 470              | 2UZ-FE V8 4663 cc              | 271 حصان (202 كـو) at 5,400 rpm | 410 ن·م (302 رطلق·قدم) at 3,400 rpm       | هونج كونج فقط | 2007–2012   |
| LX 460              | 1UR-FE V8 4608 cc              | 313 حصان (233 كـو) at 5,500 rpm | 460 ن·م (339 رطلق·قدم) at 3,400 rpm       | هونج كونج فقط | 2012–2014   |
| LX 570              | 3UR-FE V8 5663 cc              | 362 حصان (270 كـو) at 5,600 rpm | 530 ن·م (391 رطلق·قدم) at 3,200 rpm       | دول مجلس التعاون الخليجي، أستراليا، روسيا، أوكرانيا، أذربيجان (منذ أبريل 2012)، كازاخستان، الصين، تايوان، إندونيسيا، الفلبين، تشيلي، جنوب إفريقيا، نيوزيلندا، فيتنام (منذ ديسمبر 2013)، ماليزيا (منذ ديسمبر 2015) | 2007–الحاضر |
| LX 570              | 3UR-FE V8 5663 cc              | 371 حصان (277 كـو) at 5,600 rpm | 534 ن·م (394 رطل·قدم) at 3,200 rpm        | اليابان | 2015–الحاضر |
| LX 570              | 3UR-FE V8 5663 cc              | 383 حصان (286 كـو) at 5,600 rpm | 546 ن·م (403 رطل·قدم) at 3,600 rpm        | كندا والولايات المتحدة | 2007–الحاضر |
| LX 570 Supercharger | 3UR-FE V8 5663 cc              | 450 حصان (336 كـو) at 5,400 rpm | 706 ن·م (521 رطل·قدم) at 3,200 rpm        | الشرق الأوسط (إصدار خاص) | 2014–2015   |
| LX 450d             | 1VD-FTV V8 4461 cc Turbodiesel | 268 حصان (200 كـو) at 3,600 rpm | 650 ن·م (479 رطلق·قدم) at 1,600–2,800 rpm | روسيا وأوكرانيا ونيوزيلندا وجنوب إفريقيا وأذربيجان (منذ 2016) وجورجيا (منذ 2018) والهند (منذ 2017) وأستراليا (منذ أبريل 2018)                                                                                     | 2015–حاضر   |

## المبيعات
| الجيل  | الموديل | العام  | المبيعات في الولايات المتحدة |
| ------ | ------- | ------ | ---------------------------- |
| UZJ100 |         |        |                              |
| LX 470 | 2000    | 14,732 |                              |
| LX 470 | 2001    | 9,320  |                              |
| LX 470 | 2002    | 9,231  |                              |
| LX 470 | 2003    | 9,193  |                              |
| LX 470 | 2004    | 9,846  |                              |
| LX 470 | 2005    | 8,555  |                              |
| LX 470 | 2006    | 5,595  |                              |
| LX 470 | 2007    | 2,468  |                              |